# آخر بازی (فیلم ۲۰۱۵)
آخر بازی (انگلیسی: Endgame) یک فیلم زندگی‌نامه‌ای درام آمریکایی است که در سال ۲۰۱۵ منتشر شد و بر پایهٔ زندگی واقعی یک آموزگار ساخته شده‌است.

## گزیدهٔ بازیگران
- ریکو رودریگز
- جاستینا ماچادو
- افرن رامیرز
- جون گریس
- سیندی ولا